# ライナー・クラウスマン
ライナー・クラウスマン（Rainer Klausmann, 1949年4月9日 - ）は、ドイツで活躍するスイス出身の映画撮影監督。

## 略歴
スイスのアールガウ州出身。
2001年の『es ［エス］』でバヴァリア映画賞の撮影賞を、2004年の『愛より強く』でドイツ映画賞の撮影賞を受賞している。

## 主な作品
- 彼方へ Cerro Torre: Schrei aus Stein (1991)
- es ［エス］ Das Experiment (2001)
- 愛より強く Gegen die Wand (2004)
- ヒトラー 〜最期の12日間〜 Der Untergang (2004)
- そして、私たちは愛に帰る Auf der anderen Seite (2007)
- インベージョン The Invasion (2007)
- バーダー・マインホフ 理想の果てに Der Baader Meinhof Komplex (2008)
- ソウル・キッチン Soul Kitchen (2009)
- ダイアナ Diana (2013)
- 消えた声が、その名を呼ぶ The Cut (2014)
- 女は二度決断する Aus dem Nichts (2017)
- 屋根裏の殺人鬼フリッツ・ホンカ Der Goldene Handschuh (2019)